# Crenicichla hadrostigma
Crenicichla hadrostigma är en fiskart som beskrevs av Lucena 2007. Crenicichla hadrostigma ingår i släktet Crenicichla och familjen Cichlidae. Inga underarter finns listade i Catalogue of Life.